# Emirados Árabes Unidos nos Jogos Olímpicos de Verão de 2000
Os Emirados Árabes Unidos participaram dos Jogos Olímpicos de Verão de 2000 em Sydney, Austrália.